# Sociedade Esportiva Pauferrense
La Sociedade Esportiva Pauferrense, noto anche semplicemente come Pauferrense, è una società calcistica brasiliana con sede nella città di Pau dos Ferros, nello stato del Rio Grande do Norte.

## Storia
Il club è stato fondato il 1º maggio 1995. Ha partecipato al Campeonato Brasileiro Série C nel 1996, dove è stato eliminato alla seconda fase.